# Svetozar Popović
Svetozar „Kika” Popović (în sârbă Светозар Поповић; n. 6 februarie 1902, Kragujevac, Regatul Serbiei – d. 26 octombrie 1985, Belgrad, RS Serbia, RSF Iugoslavia) a fost un fotbalist și antrenor iugoslav, care a jucat la echipa națională de fotbal a României.

## Biografie
Fiul unui soldat, și-a început cariera de fotbalist în timp ce era la studii în Roma, Italia, în timp ce Regatul Serbiei lupta în Primul Război Mondial. Acolo, el întâlnește foști jucători de la SK Soko din Belgrad, pe care îi va însoți în echipa Soko pro Roma, care atrage atenția spre sfârșitul anului 1918. După sfârșitul războilui, se întoarce în Belgrad și se înscrie la BSK, unde joacă mai multe sezoane ca fundaș lateral, până în 1925. În plus față de calitățile sale de fotbalist, el a fost și un atlet bun, deținând timp de mai mulți ani recordul Iugoslaviei la 100 de metri cu un timp de 11,0 secunde. Apoi, ca angajat al Băncii Comerciale Italia, s-a mutat la București, România. În timp ce era angajat la bancă, a continuat să joace fotbal, fiind recrutat la Juventus București. După două sezoane la Juventus, se alătură celor de la Venus București, cu care câștigă campionatul României în 1929. La 1 mai 1925, a jucat un meci pentru naționala României, ca Svetozar Popovici, împotriva Turciei.
El se întoarce în țara sa natală în 1929 și își încheie cariera fotbalistică în anul următor. Devine antrenor al echipei BSK Belgrad, pe care o convertește la tactica WM, în vogă pe atunci. Echipa câștigă de cinci ori campionatul Iugoslaviei în anii 1930, fiid antrenor al echipei și în campania din 1940 a Cupei Mitropa. Este numit de trei ori în fruntea echipei naționale de fotbal a Iugoslaviei între 1937 și 1941, alternând cu Boško Simonović, conducând un total de 16 meciuri.
Înrolat în timpul războiului, el este capturat și închis în Germania. După întoarcerea sa, între 1948 și 1960, este numit în repetate rânduri director tehnic (Tehnicki rukovodioci) al echipei Steaua Roșie Belgrad, unde a fost unul dintre fondatorii clubului.

## Realizări
BSK Belgrad
- Campionatul Serbiei : 1919–20, 1920–21

Venus București
- Campionatul României : 1928–29